# OM X-Reihe

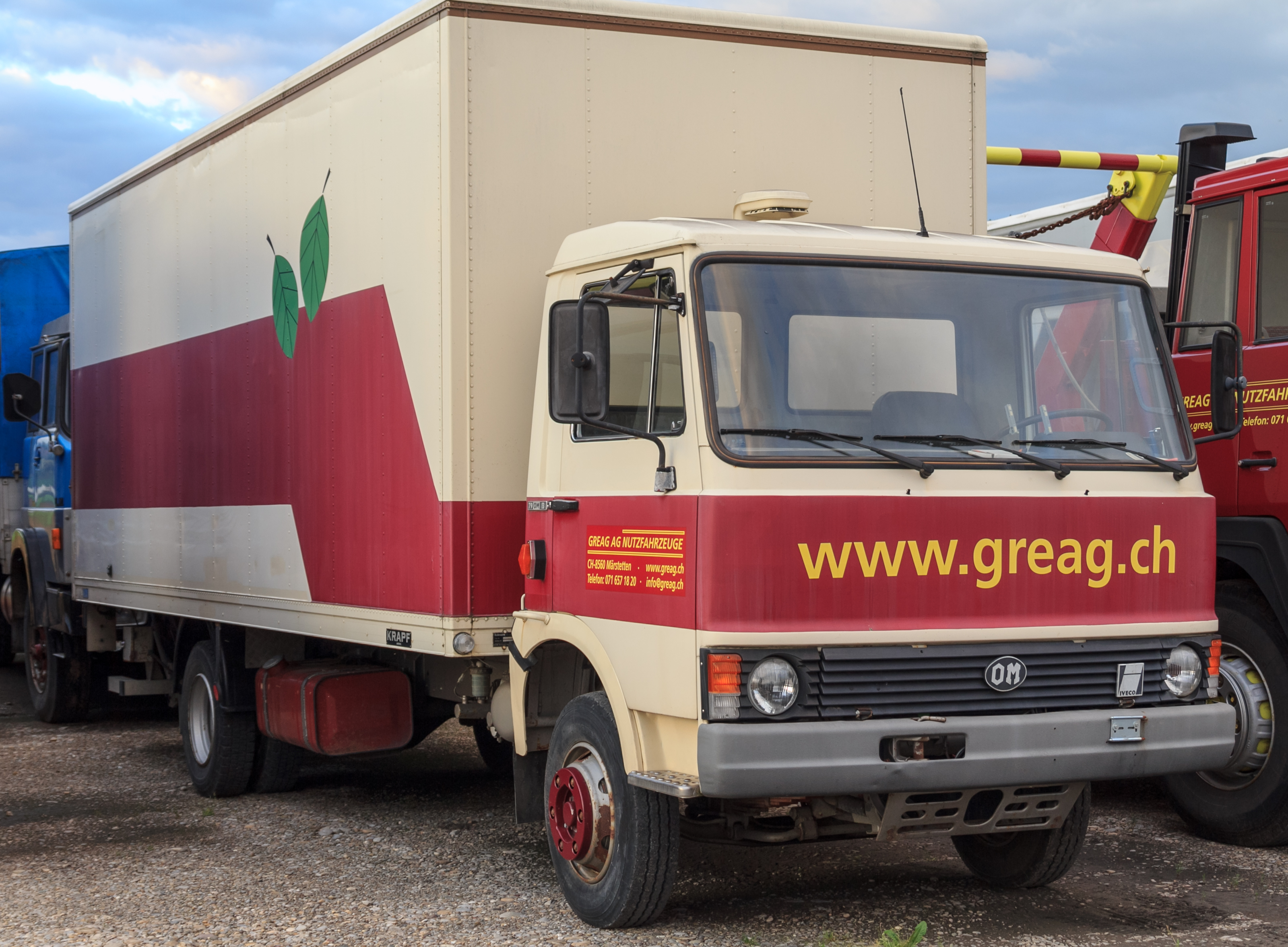
Lkw der X-Reihe von OM

Die OM X-Reihe waren  leichte Lastkraftwagen, die vom italienischen Hersteller OM entwickelt und später unter verschiedenen Markennamen international verkauft wurden.
Auf den Markt kamen die leichten Lkw 1967 unter der Bezeichnung OM 40-190 als Nachfolger des OM Leoncino. Es waren Frontlenker mit kippbarer Fahrerkabine; charakteristisch war der „Schnorchel“ hinter dem Fahrerhausdach, über den der Motor die Luft ansaugte. Als überarbeitetes Modell wurde es in Italien als OM und Fiat S-Serie von 1973 bis 1976 angeboten.
Im Rahmen der Eingliederung von OM in den neuen Iveco-Konzern 1975 wurde das Model ab 1976 auch unter anderen Iveco-Marken verkauft, in Italien als OM und Fiat Serie „Z“, in Frankreich als Unic und in Deutschland als Magirus-Deutz X-Serie.
Die Variante von Magirus-Deutz wurde von luftgekühlten Deutz-Motoren angetrieben, die übrigen Varianten von wassergekühlten Fiat-Motoren. Erhältlich waren Fahrgestelle für beliebige Aufbauten, Pritschenwagen, geschlossene Kastenwagen sowie Feuerwehrfahrzeuge.
Als man sich im Iveco-Konzern dazu entschloss, die alten Markennamen der in Iveco aufgegangenen Hersteller auslaufen zu lassen, wurden die X-Lkw Anfang der 1980er-Jahre auf den einheitlichen Markennamen Iveco und die Typbezeichnung „Zeta“ (auch mit vorangestelltem „Turbo“-Schriftzug) umgestellt. Innerhalb des Iveco-Programms rangierte die Zeta-Reihe zwischen dem aus einem Fiat-Modell abgeleiteten Transporter Daily I und der aus dem Angebot von Magirus-Deutz stammenden MK-Reihe.
Zastava baute die (Turbo-)Zeta in Lizenz.
In Deutschland wurde die X-Reihe bis 1992 angeboten, wobei die Kastenwagen schon Mitte der 1980er-Jahre vom Daily ersetzt wurden. Die Lkw-Modelle ersetzte der Iveco Eurocargo, der gleichzeitig auch die MK-Reihe ablöste. Heute sind die Lkw der X-Reihe aus dem deutschen Straßenbild weitgehend verschwunden. Da den Lkw ein „Billig-Image“ anhaftete, die Verarbeitung insbesondere im Innenraum nicht sehr hochwertig war und die Karosserie schnell rostete, sind die bis heute verbliebenen Exemplare auch bei Nutzfahrzeug-Sammlern nicht gefragt, obwohl die Fahrzeuge inzwischen aufgrund ihres Alters rechtlich Oldtimer-Status haben.

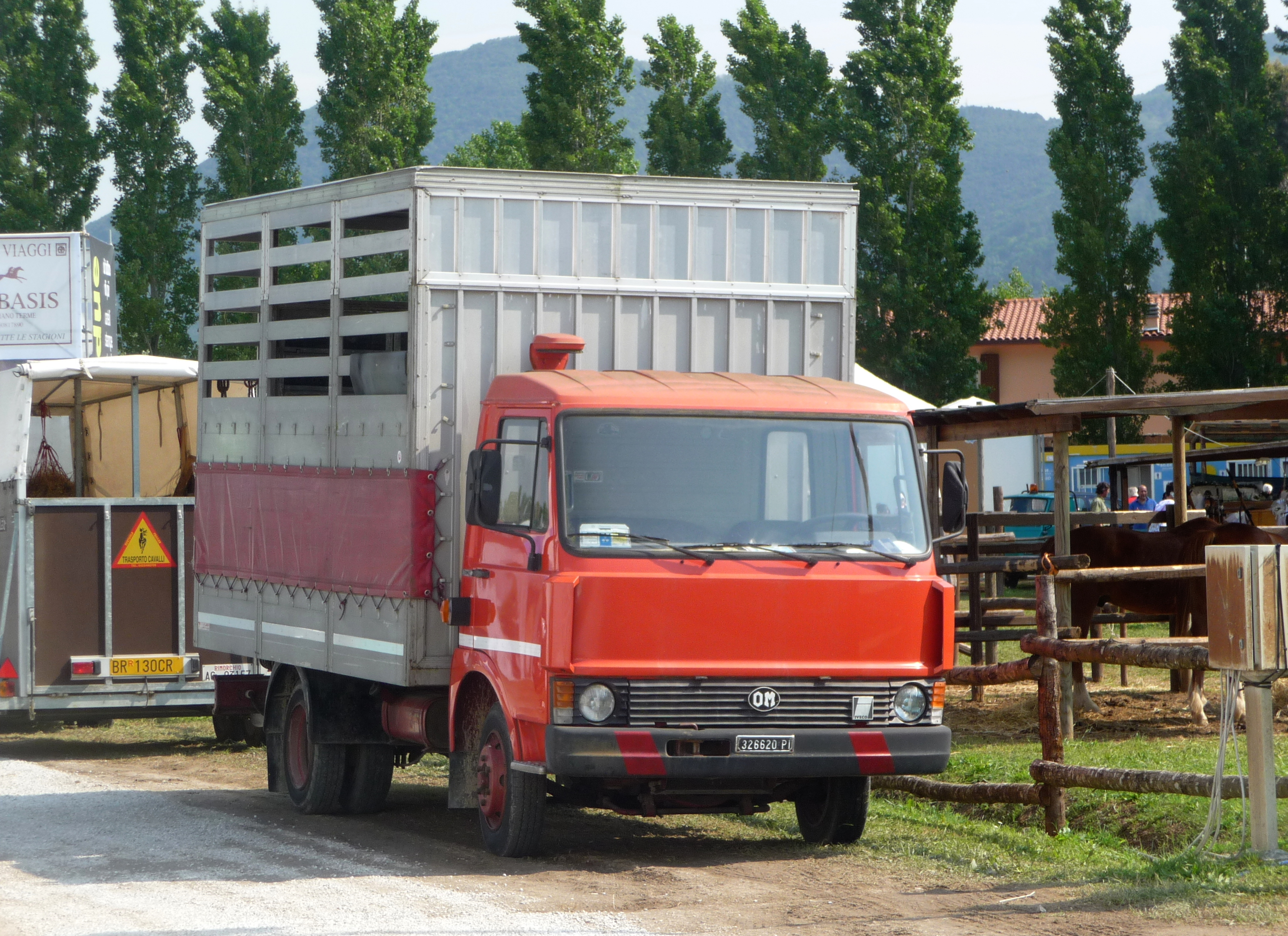
X-Reihe als OM (Viehtransporter)
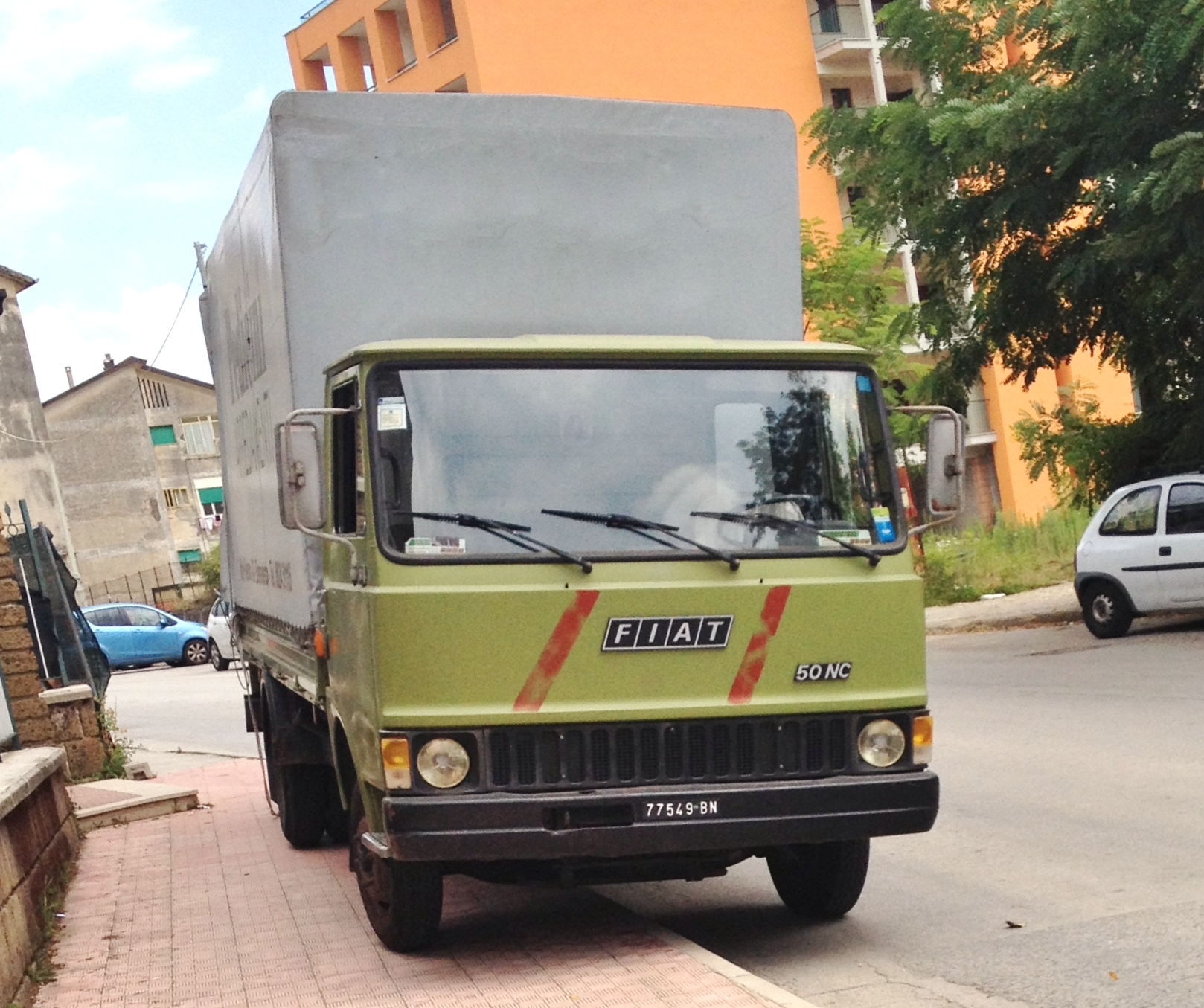
X-Reihe als Fiat 50 NC (Pritschenwagen)
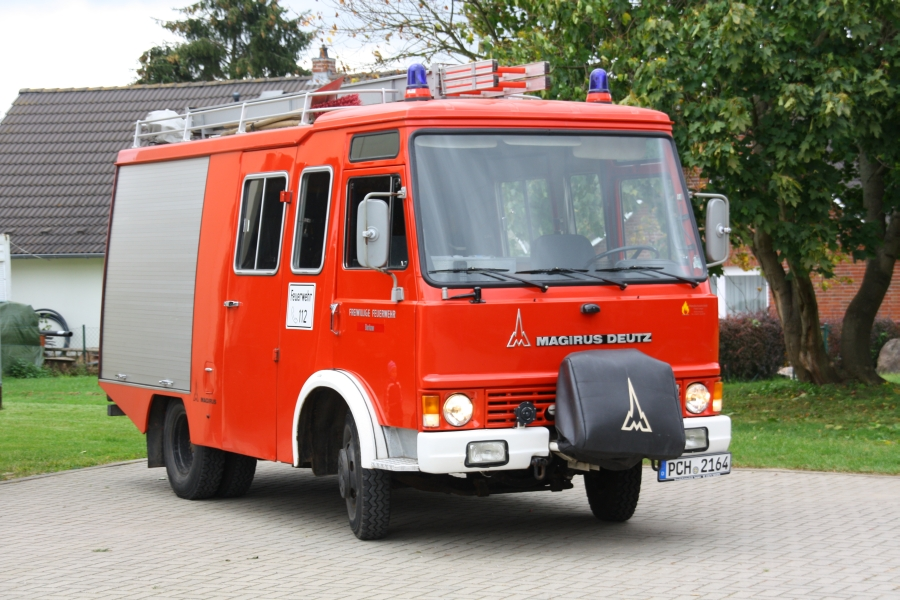
X-Reihe als Magirus-Deutz (Feuerwehrfahrzeug)
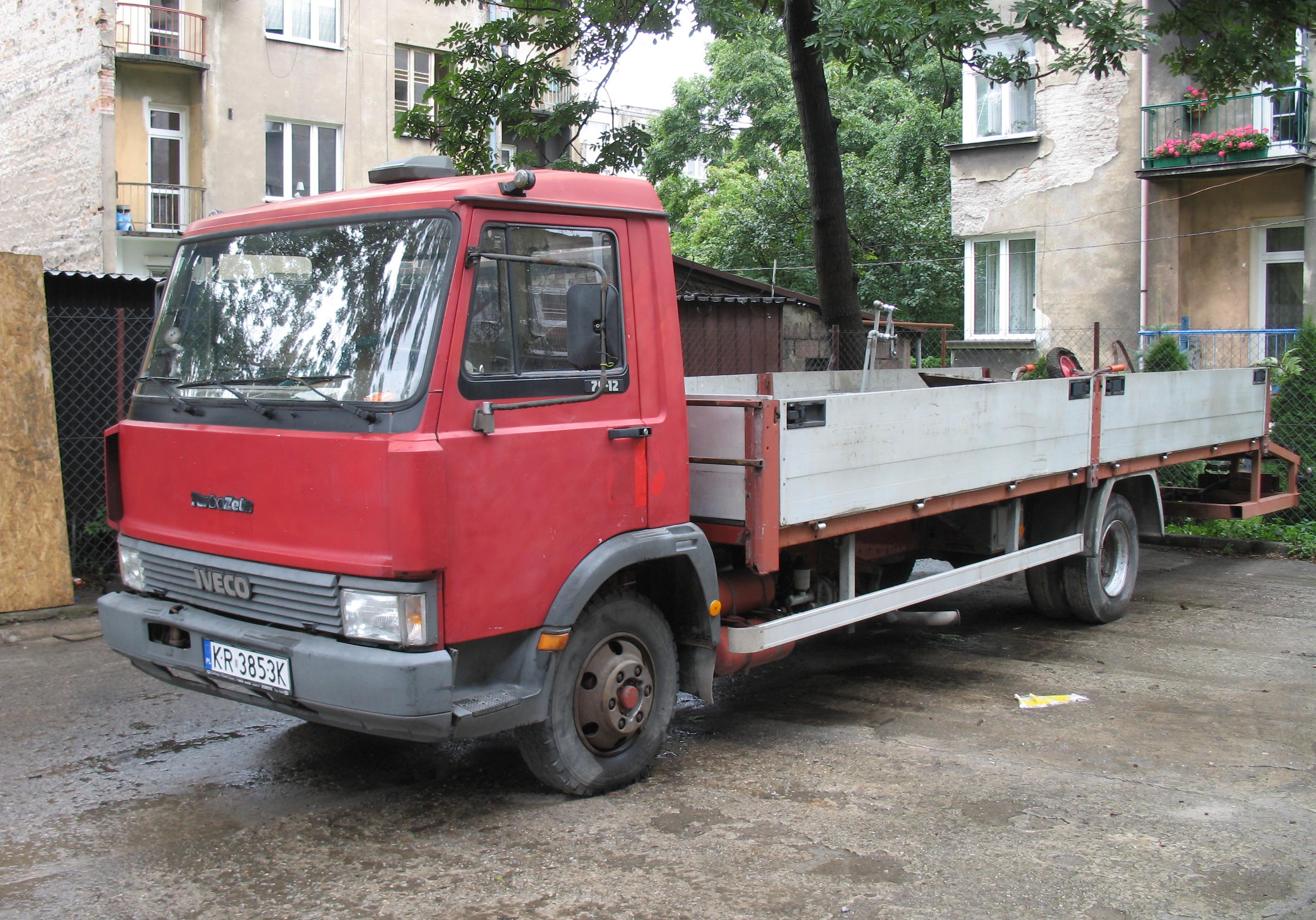
X-Reihe als Iveco TurboZeta 79.12 (Pritschenwagen)
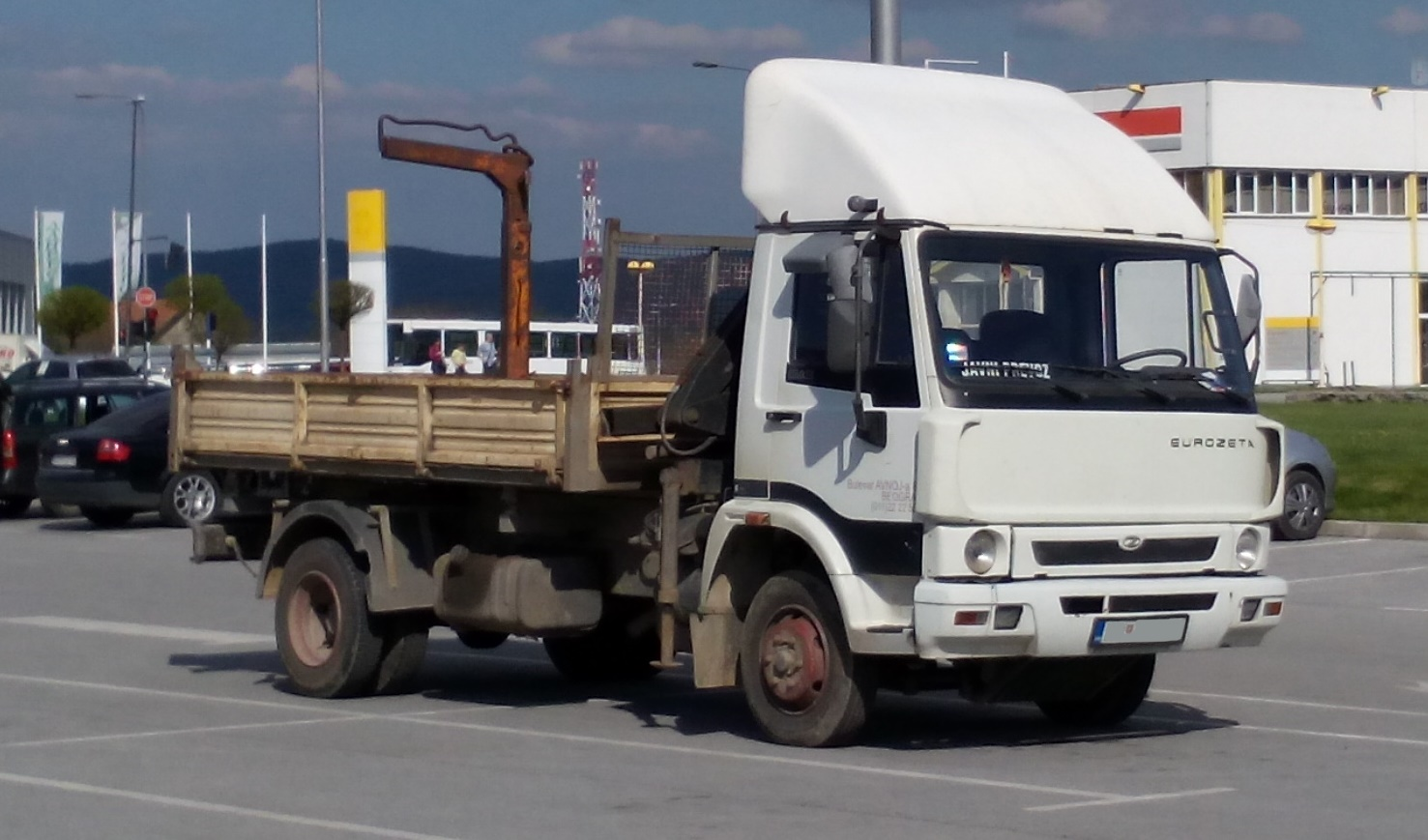
X-Reihe als Zastava Eurozeta (Pritschenwagen)